# Schloss La Maisonfort
Das Schloss La Maisonfort ist ein mittelalterliches Schloss in Genouilly (Cher), das 1586 für den Marschall von Frankreich, Claude de La Châtre, den Anführer der Katholischen Liga in Berry, wiederaufgebaut wurde. Der Marschall benutzte es danach als sein Hauptquartier. 
La Maisonfort ist das erste Beispiel in der Region für die Militärarchitektur des späten 16. Jahrhunderts, mit Verzicht auf die Ordnungen, Vereinfachung der Bedachungen und Auftauchen des polychromierten Mauerwerks. Die erste Baukampagne umfasst den Bau eines Pavillons, des Corps de Logis mit der Küche und einer Galerie. Nach dem Friedensschluss wurden ein großes Hauptgebäude und der Ostflügel hinzugefügt.
Das heutige Schloss, das seines Verteidigungssystems beraubt wurde (nur einige Verteidigungselemente sind noch erhalten: Erkertürmchen und ein polygonaler Turm des ehemaligen Bauernhofs), besteht aus einem großen Hauptgebäude im Süden mit einem zentralen Vorbau, der von zwei winkelförmigen Flügeln im Norden flankiert wird. Wahrscheinlich im 19. Jahrhundert brannte der Mittelteil teilweise ab. Die danach vorgenommenen Veränderungen an den Fassaden waren die Folge der Restaurierungsarbeiten. Die Flügel haben ihre Renaissance-Gauben behalten, die Fassaden des südwestlichen Eckpavillons haben mittelalterliche Mauern bewahrt. Die Fassaden des Ostflügels weisen ein Schachbrettmuster aus Ziegeln und Steinen auf, die des zentralen Vorbaus zum Park hin ist mit einem falschen Ziegel- und Steinmauerwerk verkleidet.
Von der Innenausstattung aus der Bauzeit sind noch monumentale Kamine und ein Zimmer im zweiten Stock erhalten, dessen Wände mit religiösen Szenen geschmückt sind, die von Friesen mit Blumendekor eingerahmt werden. Die Einrichtung besteht außerdem aus Wandvertäfelungen aus dem 18. und 19. Jahrhundert. Die Bibliothek ist ebenfalls mit einer Tapete aus dem späten 18. Jahrhundert geschmückt.

## Geschützte Elemente
Das Schloss La Maisonfort wurde in verschiedenen Teilen am 26. Januar 1927, am 25. März 1965 und am 13. September 1990 als Monument historique klassifiziert bzw. unter Schutz gestellt. Im Einzelnen sind dies:
- Das Schloss, mit Ausnahme der bereits klassifizierten Teile (Flurstück C 46): Eintragung per Erlass vom 26. Januar 1927
- Der Renaissance-Pavillon an der Südwestecke des Schlosses (Flurstück 46): Klassifizierung durch Erlass vom 25. März 1965;
- Die Fassaden und Dächer (mit Ausnahme des bereits klassifizierten Renaissance-Pavillons); die Wassergräben und ihre Stützmauern; Boden des Ehrenhofs; die Überreste der Schlossmauer; die Wendeltreppe, die den westlichen Teil des Gebäudes bedient; das „Kaplanzimmer“ einschließlich seiner gemalten Verzierung, das sich im Dachgeschoss des westlich ausgerichteten Flügels des Mittelbaus befindet; die Bibliothek mit ihrer Verzierung, die sich im ersten Stock des Pavillons des Mittelbaus befindet (Flurstücke C 45 bis 48): Klassifizierung durch Erlass vom 13. September 1990.